# Puiulețești
Puiulețești falu Romániában, Erdélyben, Fehér megyében. Közigazgatásilag Alsóvidra községhez tartozik.

## Fekvése
Aranyosponor közelében fekvő település.

## Története
Puiuleţeşti az Erdélyi-középhegységben fekvő, Alsóvidrához tartozó a hegyoldalakon elszórtan fekvő apró, pár házas mócok lakta falvak egyike, amely korábban Aranyosponor része volt, 1956 körül vált külön településsé 92 lakossal.
1966-ban 82, 1977-ben 90, 1992-ben 76, a 2002-es népszámláláskor 67 román lakosa volt.